# Monessen
Monessen is een plaats (city) in de Amerikaanse staat Pennsylvania, en valt bestuurlijk gezien onder Westmoreland County.

## Demografie
Bij de volkstelling in 2000 werd het aantal inwoners vastgesteld op 8669. In 2006 is het aantal inwoners door het United States Census Bureau geschat op 8219, een daling van 450 (-5,2%).

## Geografie
Volgens het United States Census Bureau beslaat de plaats een oppervlakte van 7,9 km², waarvan 7,5 km² land en 0,4 km² water.

## Geboren
- Christian Anfinsen (1916-1995), biochemicus en Nobelprijswinnaar (1972)
- Coolio (1963-2022), rapper en acteur

## Plaatsen in de nabije omgeving
De onderstaande figuur toont nabijgelegen plaatsen in een straal van 4 km rond Monessen.